# Carrickfergus
Carrickfergus kendt lokalt som Carrick eller på irsk Craigfergus (klippen Fergus) er en stor by i County Antrim i Nordirland. Den ligger på nordkysten af Belfast Lough, omkring 18 km fra Belfast. Byen havde et indbyggertal på 27.903 ved en folketælling i 2011, og den har taget sit navn fra Fergus Mór mac Eirc, som var en konge Dál Riata der levede i 500-tallet. Det er County Antrims ældste by og en af de ældste bebyggelser i Irland. Carrickfergus var administrativt centrum for Carrickfergus Borough Council, inden det blev lagt sammen til Mid and East Antrim District Council i 2015, og det er en del af Belfast Metropolitan Area. Det er også et townland på 65 acre, et sogn og baroni. I byen ligger Carrickfergus Castle, der blev grundlagt i 1177.
Byen bliver beskrevet i den klassiske irske folkesang "Carrickfergus", der er en oversættelser fra 1800-tallet af en sang på irsk (Do Bhí Bean Uasal), der stammer fra Munster, og som begynder med ordene "I wish I was in Carrickfergus."
Den britiske adelstitel Baron Carrickfergus, der var uddød i 1883, blev givet til prins William på hans bryllupsdag den 29. april 2011.